# بنكسية قرمزية
بنكسية قرمزية (الاسم العلمي: Banksia coccinea) هي نوع نباتي يتبع جنس البنكسية من فصيلة البروطية.